# Liste des maires de Longueau
Cette page est une annexe de l'article « Longueau ».
Cet article dresse une liste par ordre de mandat des maires de Longueau.

## Liste des maires
| Période                                  | Période                      | Identité            | Étiquette | Qualité |
| ---------------------------------------- | ---------------------------- | ------------------- | --------- | --- |
| Les données manquantes sont à compléter. |                              |                     |           | |
| 1792                                     | 1793                         | Pierre Beauvais     |           | |
| 1793                                     | 1795                         | Étienne d'Heilly    |           | |
| 1795                                     | 1797                         | Phalempin Corbillon |           | |
| An VI (1797)                             | An VIII (1799)               | Louis d'Heilly      |           | |
| An VIII (1799)                           | 1806                         | Étienne d'Heilly    |           | - |
| 1806                                     | 1823                         | François d'Heilly   |           | |
| 1823                                     | 1846                         | Pierre Vaincamps    |           | |
| 1846                                     | 1888                         | Alexandre Manier    |           | |
| 1888                                     | 1900                         | Flory Wattebled     |           | |
| 1900                                     | 1906                         | Victor Legrand      |           | |
| 1906                                     | 1908                         | Léon Degez          |           | |
| 1908                                     | 1925                         | Jules Devauchelle   |           | Président-fondateur de l'Avenir musical des cheminots (1904) |
| 1925                                     | octobre 1939                 | Louis Prot,         | PCF       | Mécanicien à la Compagnie des chemins de fer du Nord Fondateur du syndicat des cheminots de Longueau puis délégué du personnel auprès de la direction de la Compagnie Député de la Somme (1936 → 1940) Conseil municipal suspendu par le Gouvernement Édouard Daladier (5) à la suite de la signature du Pacte germano-soviétique |
| octobre 1939                             | 1944                         | Gaston Vanberkel    |           | Nommé président de la délégation spéciale |
| 1945                                     | 1967                         | Louis Prot          | PCF       | Député de la Somme (1945 → 1958) |
| 1967                                     | 1973                         | Michel Couillet     | PCF       | Agent SNCF Député de la Somme (3e circ.) (1962 → 1968 puis 1978 → 1986) Conseiller général d'Amiens-5-Sud-Est (1961 → 1973) Démissionnaire |
| 1973                                     | février 1987                 | Paul Hédé           | PCF       | Cheminot Décédé en fonction |
| avril 1987                               | mars 2008                    | Joël Brunet         | PCF       | Enseignant |
| mars 2008                                | juillet 2020                 | Colette Finet,      | PCF       | Enseignante retraitée Vice-présidente d'Amiens Métropole (2014 → 2020) |
| juillet 2020                             | En cours (au 7 juillet 2021) | Pascal Ourdouillé   | SE-DVG    | Contrôleur SNCF |

Les maires de Longueau
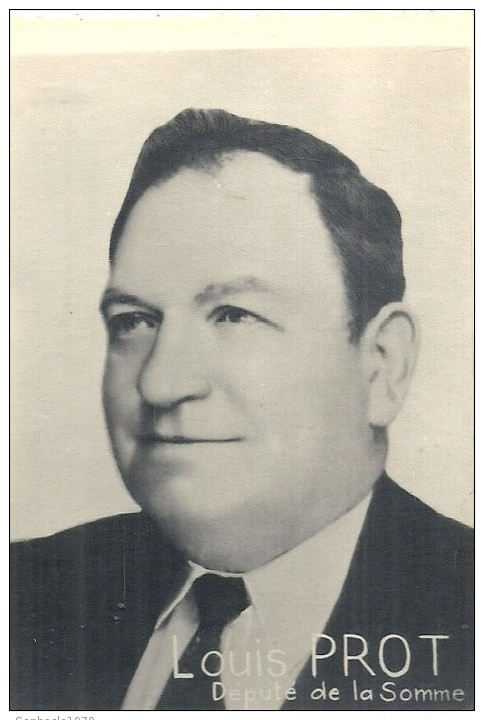
Louis Prot.
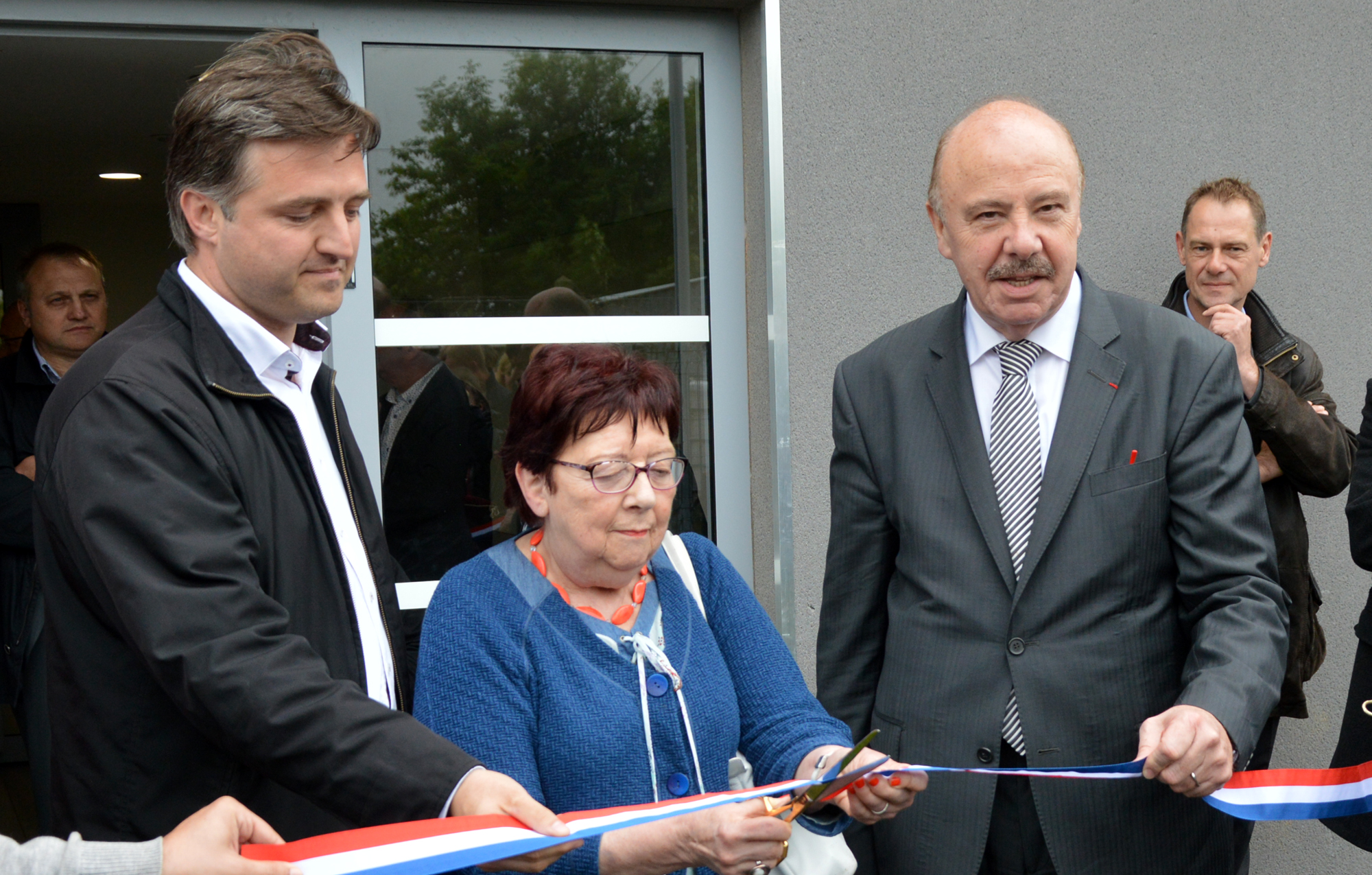
Colette Finet (au centre).
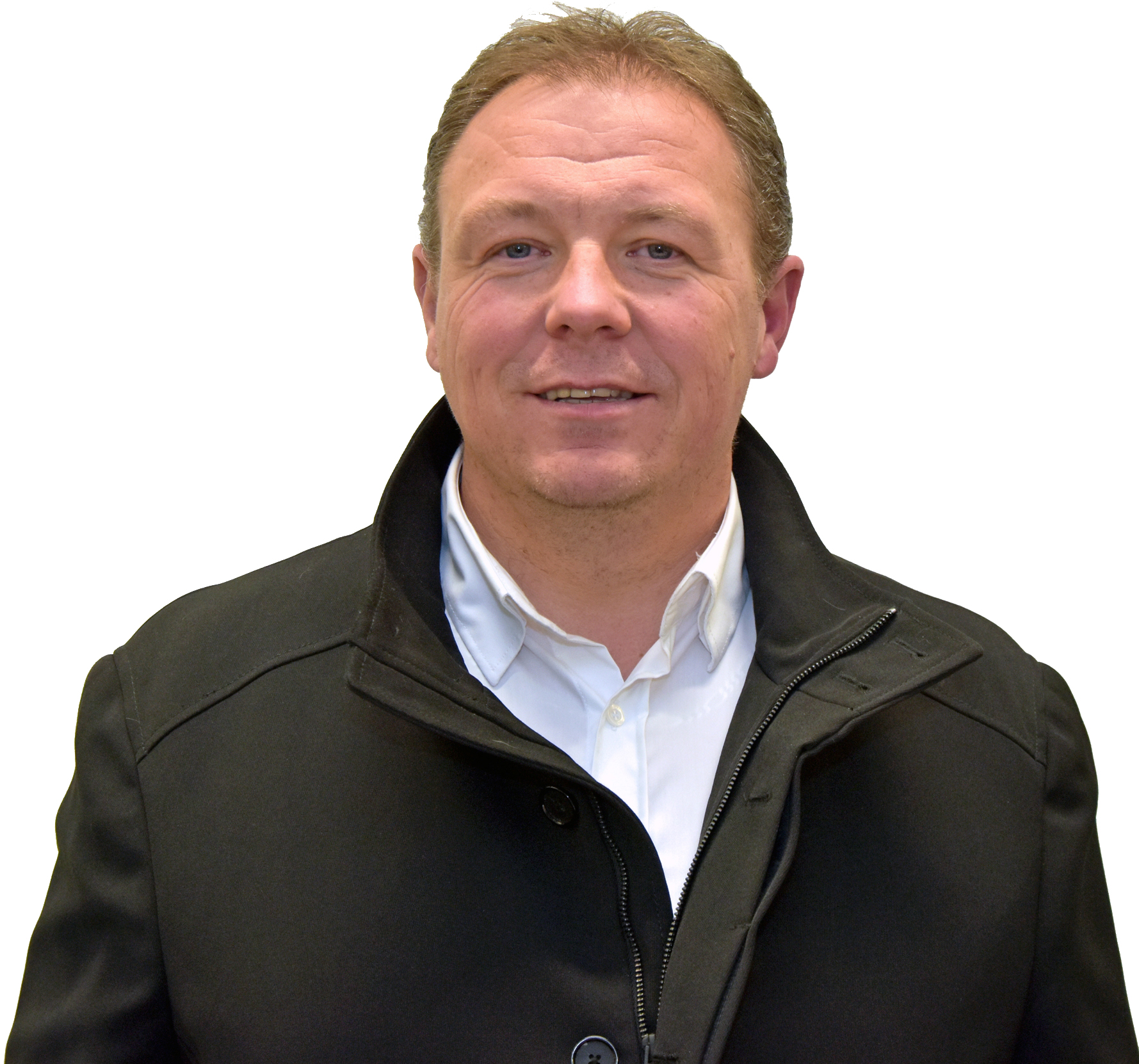
Pascal Ourdouillé.

Louis Prot.jpg